# Purépecha (volk)
De Purépecha of Tarasken (of Tarascanen) zijn een indiaans volk uit Michoacán in Mexico. Het Taraskisch wordt door ongeveer 100.000 mensen gesproken.
De Tarasken vormden een van de beschavingen uit precolumbiaans Meso-Amerika. Hun hoofdstad was Tzintzuntzán. Taraskische architectuur vanwege de T-vormige tempels. De door Taraskische kunstenaars vervaardigde veren mozaïeken waren in heel Meso-Amerika beroemd. De Tarasken waren vijanden van de Azteken. De Azteken deden in 1479 een onsuccesvolle poging de Tarasken te onderwerpen.
Nadat hij hoorde dat de Azteken waren verslagen en nadat een groot deel van zijn bevolking aan de pokken was gestorven, onderwierp de laatste Taraskische koning Tangoxoán II zich vrijwillig aan de Spanjaarden. In 1530 riep de conquistador Nuño Guzmán de Beltran zich uit tot keizer van de Tarasken. Hij regeerde als een tiran tot hij in 1533 door de Spaanse autoriteiten werd teruggefloten. Dankzij de utopist Vasco de Quiroga is veel kennis over de klassieke Taraskische cultuur tot op heden bewaard gebleven.
President Lázaro Cárdenas (1934-1940) was voor een deel van Taraskische afkomst.